# Henning Gronemann
Henning Gronemann (né Henning Jensen le 26 décembre 1929 à Copenhague et mort le 6 janvier 2016) est un joueur international de football danois, qui évoluait en tant qu'attaquant.
Il est connu pour avoir terminé meilleur buteur du championnat du Danemark lors de la saison 1954-55 avec 17 buts.